# Bechtelsreuth
Bechtelsreuth ist ein Gemeindeteil des Marktes Mainleus im Landkreis Kulmbach (Oberfranken, Bayern). Bechtelsreuth liegt in der Gemarkung Lopp.

## Geografische Lage
Der Weiler liegt 3,6 Kilometer südöstlich von Mainleus, über dem an der Kreisstraße KU 6 gelegenen Dorf Wüstenbuchau. Die nächste größere Stadt ist das etwa 9 Kilometer entfernte Kulmbach.

## Geschichte
Bechtelsreuth wurde 1348 erstmals urkundlich erwähnt und gehörte damals der Zelle St. Getreu in Bamberg. 1437 verkaufte Bischof Anton von Bamberg Bechtelsreuth an Hans d. Ä. von Giech zu Buchau. Seitdem gehörte der Ort zum Rittergut Buchau. 1482 bestand Bechtelsreuth aus drei Besitzeinheiten: zwei Höfen und einer Selde. Um 1600 vermehrten sich die Anwesen im Ort um ein Trüpfhaus.
Mit dem Gemeindeedikt von 1818 gehörte Bechtelsreuth zur Ruralgemeinde Lopp im Landgericht Thurnau, das 1862 mit dem Landgericht Kulmbach zum Bezirksamt Kulmbach zusammengelegt wurde. Im Zuge der Gemeindegebietsreform wurde Bechtelsreuth am 1. Januar 1972 in den Markt Mainleus eingegliedert.